# Hippasteria pedicellaris
Hippasteria pedicellaris är en sjöstjärneart som beskrevs av Alexander Michailovitsch Djakonov 1950. Hippasteria pedicellaris ingår i släktet Hippasteria och familjen ledsjöstjärnor. Inga underarter finns listade i Catalogue of Life.